# Robert Spencer
Pour les articles homonymes, voir Robert Spencer (homonymie) et Spencer.
Robert Spencer, né le 27 février 1962, est un écrivain et blogueur américain critique de l'islam et de la mouvance djihadiste, et figure notable du mouvement contre-djihadisme. Il est en outre directeur et chroniqueur du blog anti-islam et conspirationniste Jihad Watch (en) et a cofondé l'organisation anti-musulmane Stop Islamization of America. Il est qualifié de promoteur de l'islamophobie par de nombreux médias et associations américains.

## Biographie
Il détient une maîtrise en sciences des religions de l'Université de Caroline du Nord à Chapel Hill, grâce à une thèse sur l'histoire du catholicisme. Il avance avoir également étudié la théologie islamique depuis les années 1980. Considéré comme un spécialiste, ses écrits sont publiés par des journaux, tels que The Washington Times, New York Post, ou encore le site web FrontPage magazine de l'organisation conservatrice David Horowitz Freedom Center, ex-Center for the Study of Popular Culture. Il intervient, entre autres, sur des chaines télévisées comme la BBC ou CNN. Il a été consultant pour le ministère allemand des Affaires étrangères, l’United States Central Command, ou le Département d'État américain.
Il est directeur du blog Jihad Watch (en), qualifié d'islamophobe et conspirationniste,,,,,.
Il a cofondé en 2010 avec Pamela Geller, Stoppons l'islamisation de l'Amérique (SIOA) et l’Initiative de défense de la liberté (IDE).

## Critiques et controverses
La femme d'État pakistanaise Benazir Bhutto a accusé Robert Spencer de « fabriquer artificiellement un fossé entre l'Islam et l'Occident ». Elle a dit qu'il utilisait l'Internet pour répandre la haine de l'islam en présentant une « histoire biaisée, partiale, et inflammatoire qui aide seulement à semer la graine de conflit de civilisation ».
Stoppons l'islamisation de l'Amérique (SIOA) et l’Initiative de défense de la liberté sont désignés en 2011 comme groupes haineux par l’Anti-Defamation League et le Southern Poverty Law Center,. La même année, dans le numéro d'été de la revue Intelligence Report, le journaliste Robert Steinback listait Spencer en tant que membre du « cercle intérieur anti-musulman », affirmant que « Spencer a été connu pour fraterniser avec les racistes européens et néo-fascistes, bien qu'il dise que ces contacts étaient purement accessoires ».
Selon Le Monde, « Quelques heures avant ses attentats sanglants [en 2011], Breivik a posté sur Internet un manifeste de 1 518 pages intitulé 2083: A European Declaration of Independance, qu'il a envoyé à plusieurs centaines de personnes. Le texte est truffé de références au contre-djihadisme. Ce mouvement est également relayé depuis une dizaine d'années par des sites Internet et des blogs qui pullulent en Europe et aux États-Unis. Jihad Watch (en), l'un des plus actifs, est animé par l'Américain Robert Spencer – que Breivik cite souvent, le proposant même pour le prix Nobel de la paix. » Le New York Times rapporte que Spencer est cité 64 fois par Breivik dans son manifeste. Spencer se dit injustement blâmé pour son influence sur Breivik.
En 2013, Robert Spencer a été interdit de pénétrer au Royaume-Uni à cause de déclarations incitant à la haine. Il devait s'y rendre pour prendre la parole lors d'un rassemblement d'extrême-droite à Woolwich.

## Ouvrages
- (en) The Truth About Muhammad : Founder of the World's Most Intolerant Religion, Regnery Publishing, 2007, 224 p. (ISBN 978-1-59698-528-5 et 1-59698-528-3, lire en ligne).
- (en) The myth of Islamic tolerance : how Islamic law treats non-Muslims, Prometheus Books, 2005, 593 p. (ISBN 1-59102-249-5, présentation en ligne)
- (en) The politically incorrect guide to Islam (and the Crusades), Regnery Publishing, 2005, 270 p. (ISBN 0-89526-013-1, présentation en ligne, lire en ligne).
- (en) Onward Muslim Soldiers : How Jihad Still Threatens America and the West, Regnery Publishing, 2003, 352 p. (ISBN 0-89526-100-6, lire en ligne).
- (en) avec Daniel Ali, Inside Islam : A Guide for Catholics, Ascension Press (en), 2003, 178 p. (ISBN 0-9659228-5-5, présentation en ligne).
- (en) Islam Unveiled : Disturbing Questions about the World's Fastest-Growing Faith, Encounter Books (en), 2004 (ISBN 1-59403-096-0, présentation en ligne).

### Traductions en français
- Le Guide politiquement incorrect de l'islam et des croisades, Presses de la Délivrance, 316 p., 2020  (ISBN 978-2381320069)